# Centre-ville d'Helsinki
Le centre-ville d'Helsinki (finnois : Helsingin ydinkeskusta, suédois : Helsingfors centrum) est situé autour de la gare centrale d'Helsinki où sont regroupés une grande partie des services d'Helsinki en Finlande.

## Présentation
Le centre-ville désigne habituellement le quartier de Kluuvi sans le parc de Kaisaniemi et les sections du nord et de l'est du quartier de Kamppi.
On peut considérer qu'il est limité par Bulevardi et l'Esplanadi, à l'est Unioninkatu, au nord le parc de Kaisaniemi, Sanomatalo et Kiasma, ainsi qu'à l'ouest Fredrikinkatu. Le centre-ville a une superficie d'environ 2 km2. Sur sa bordure occidentale se trouve le Campus du centre-ville d'Helsinki.
Jusqu'au XXe siècle, le centre d'Helsinki est un quartier d'affaires et des logements. Dans les années 1960 et 1970, les vieilles maisons du centre sont démolies pour faire place à des bâtiments plus grands, et de plus en plus d'appartements sont convertis en bureaux. Le centre est alors menacé de devenir un simple centre d'affaires car les personnes vivent de plus en plus loin en banlieue où il y a plus de nature et les résidents aiment les appartements spacieux en comparaison aux logements exigus du centre-ville.
Dans les années 1980, la tendance s'inverse et la valeur des logements du centre-ville commence à augmenter.
Au XXIe siècle, les logements et les services de loisirs en centre-ville sont très populaires, mais les emplois ont commencé à migrer en bordure des autoroutes de banlieue.

## Rues du centre
Les principales rues du centre sont Simonkatu, Kaivokatu, Mannerheimintie, Aleksanterinkatu, Keskuskatu et Esplanadi.

## Photographies du centre-ville

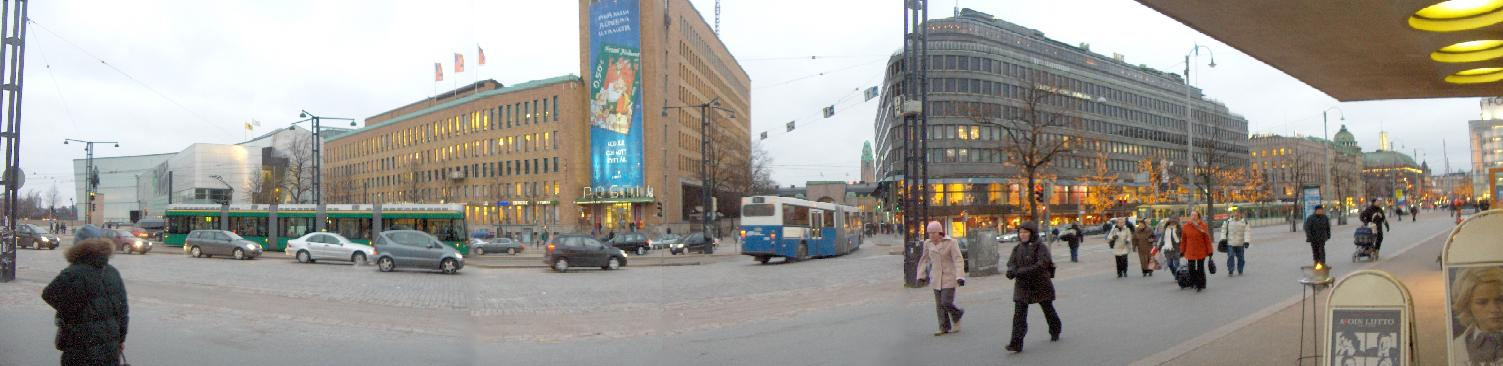
Le centre-ville d'Helsinki. On peut voir Kiasma, Postitalo, le Sokos, à droite la nouvelle maison des étudiants, Grand magasin Stockmann et au fond la gare centrale d'Helsinki.

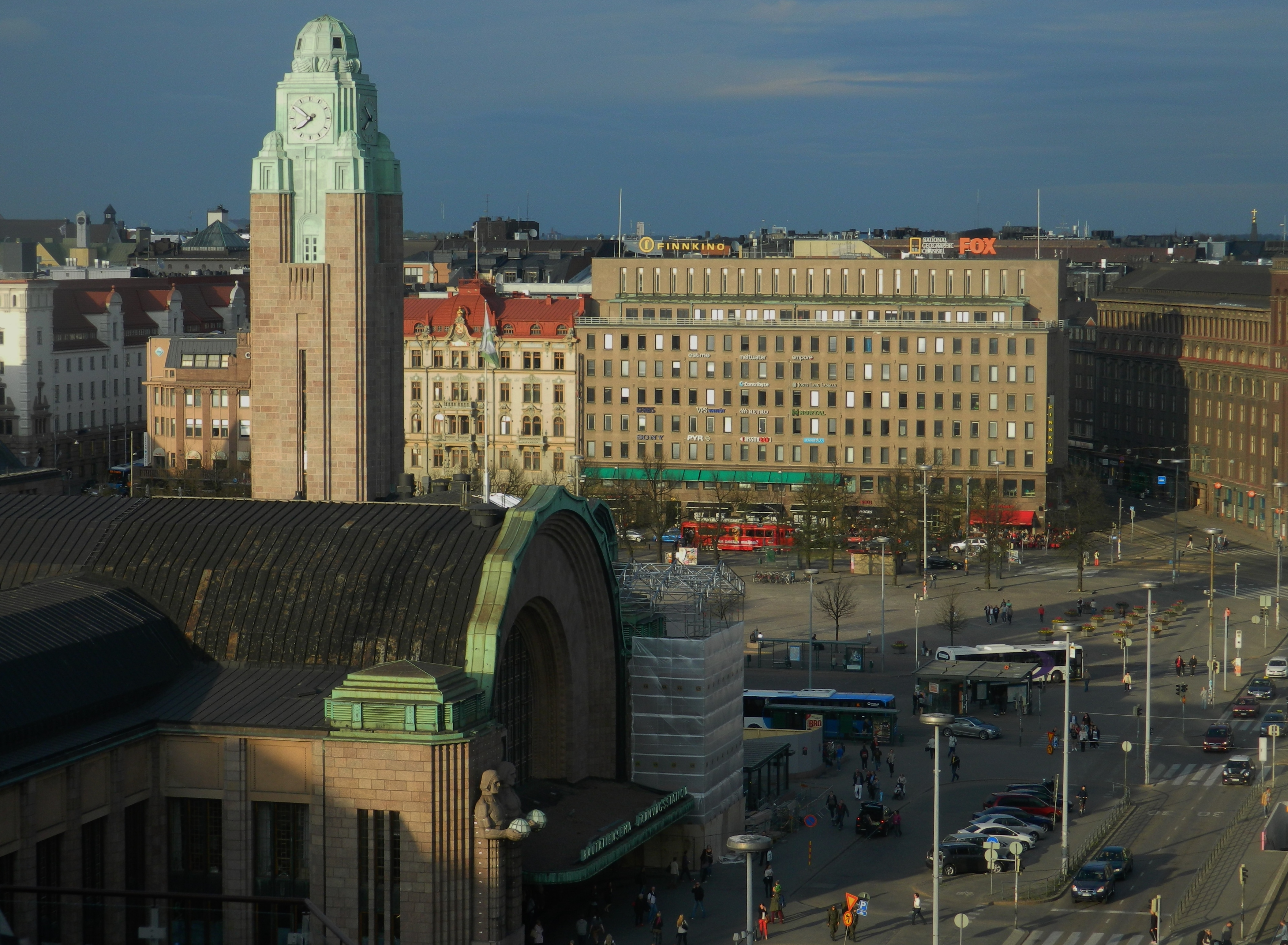
La gare centrale d'Helsinki et la Place de la gare
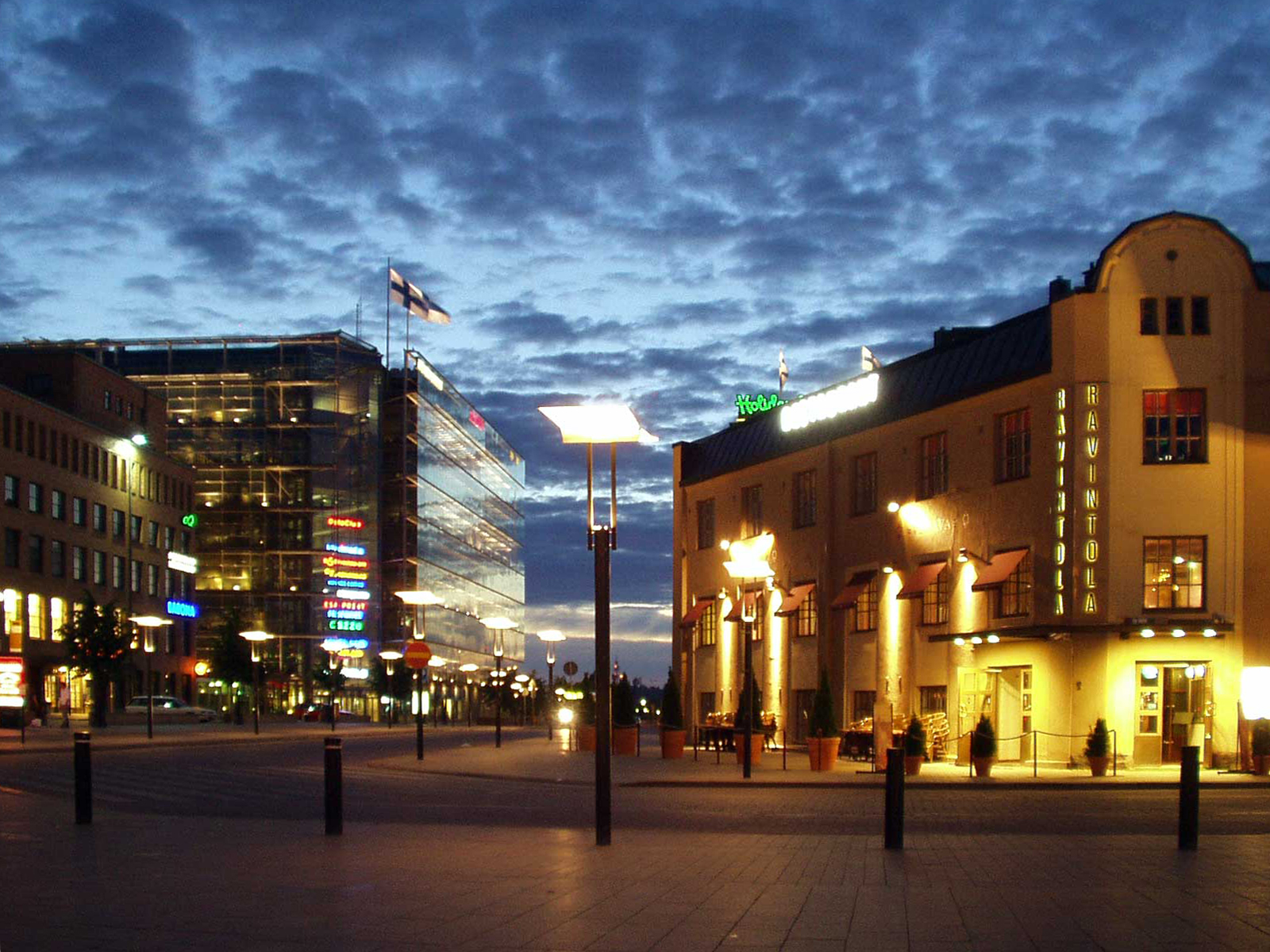
La place d'Eliel
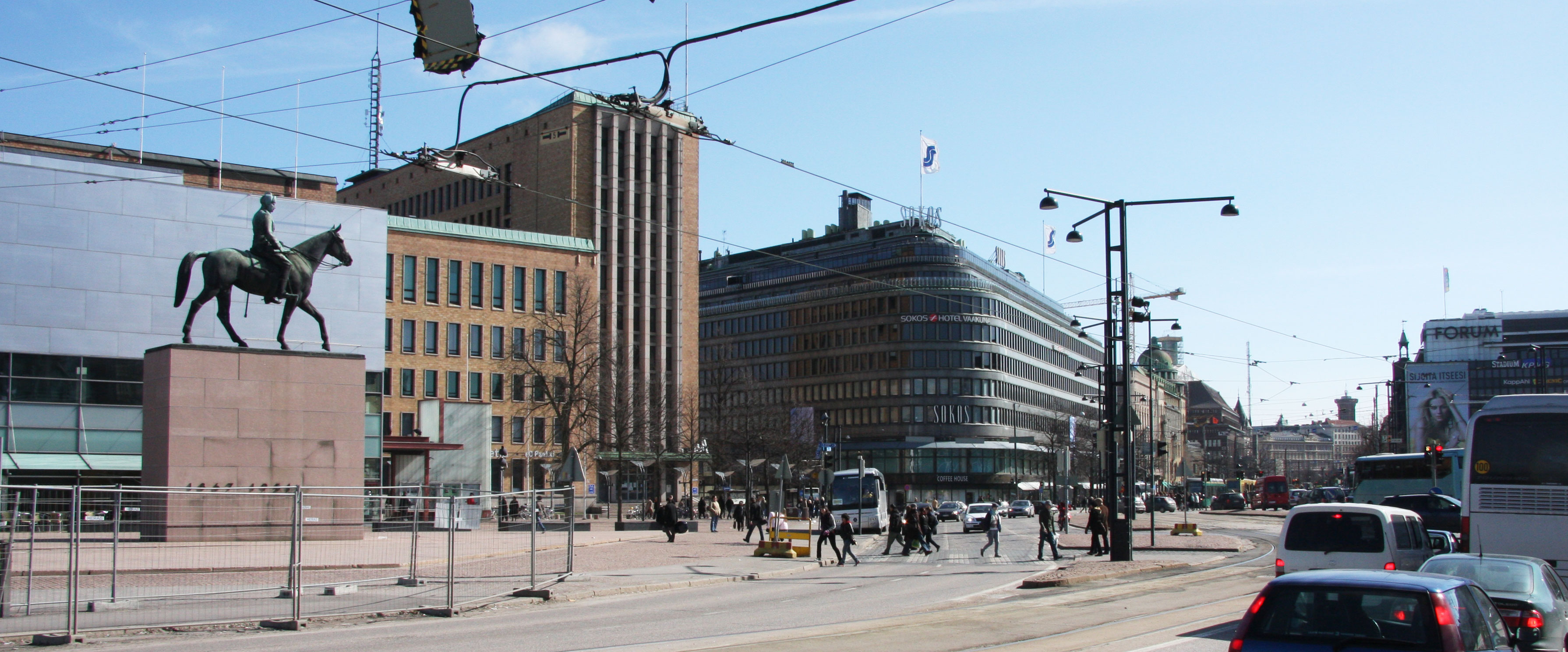
Statue du Maréchal Mannerheim  et le musée Kiasma en arrière-plan)
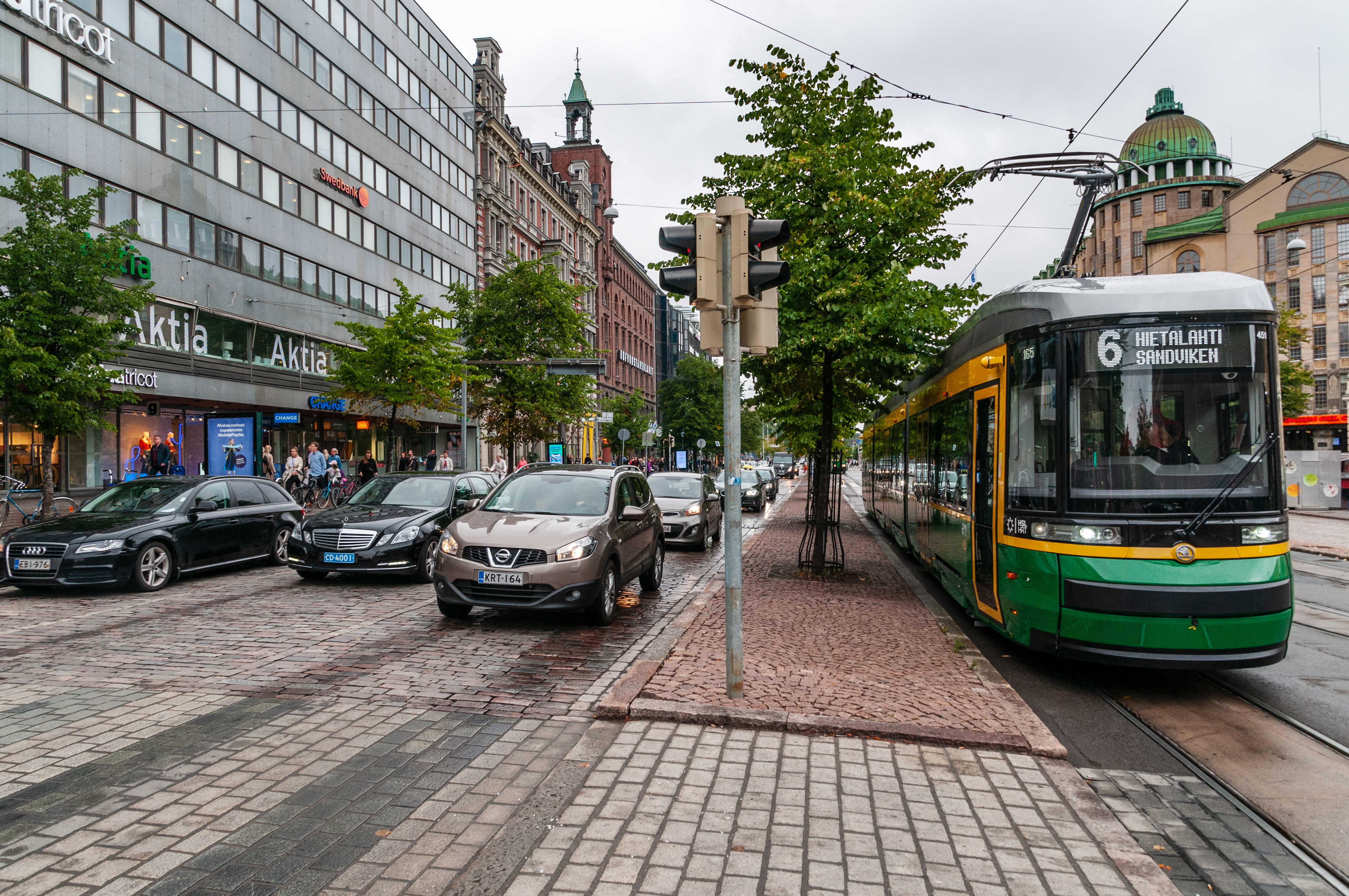
La rue Mannerheimintie
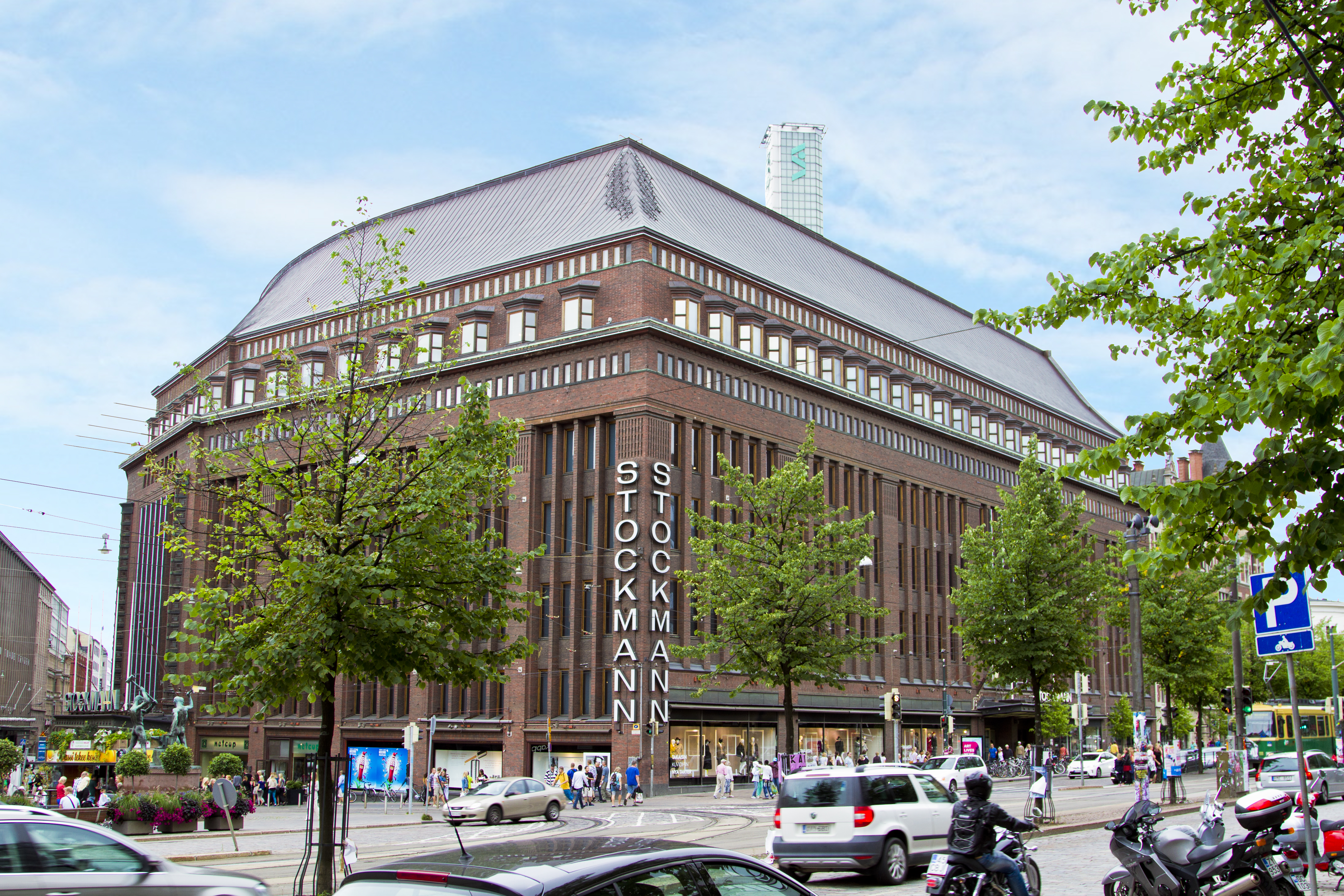
Le grand magasin Stockmann
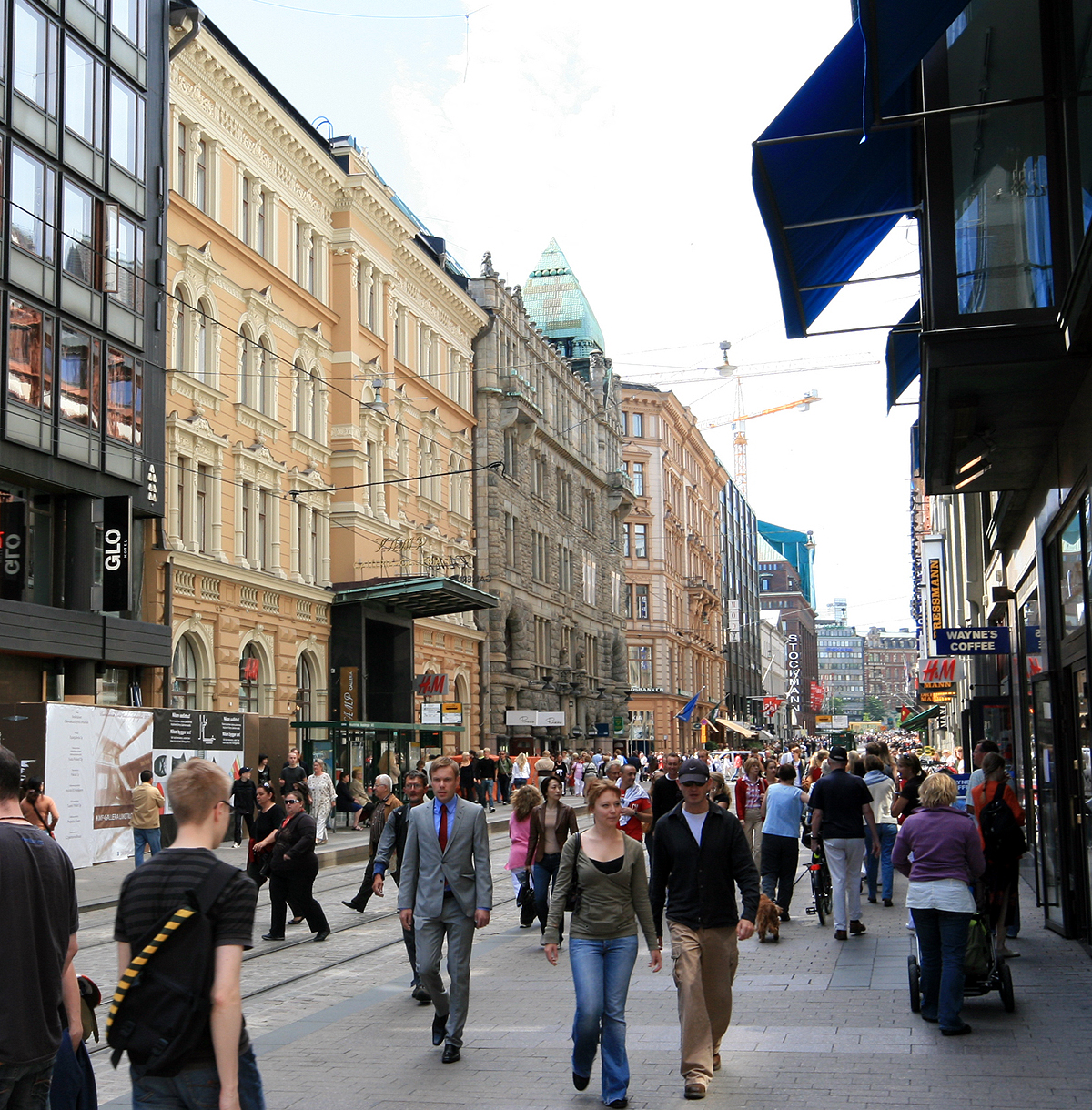
La rue Aleksanterinkatu
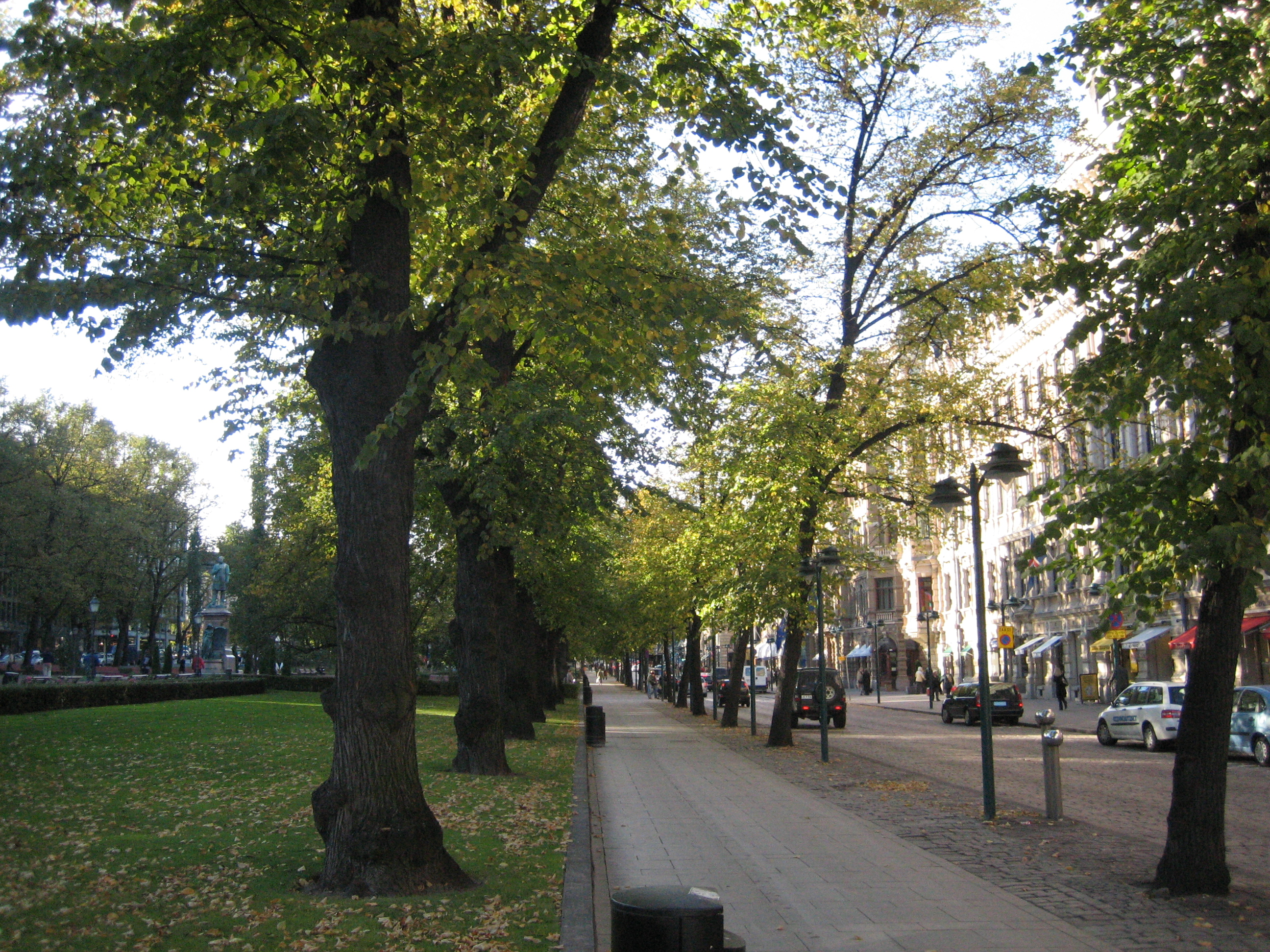
Le parc Esplanadi
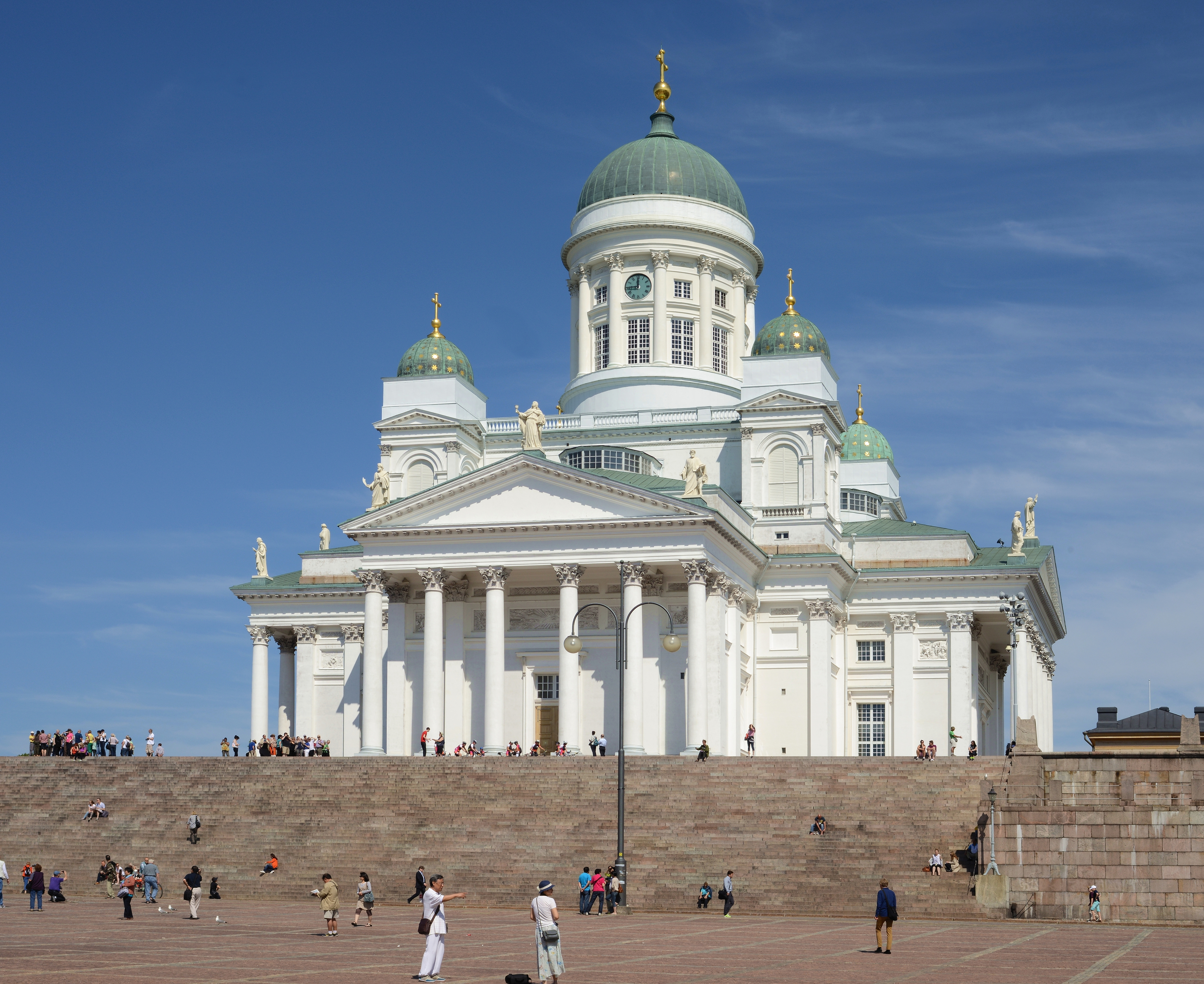
La place du Sénat et la  cathédrale luthérienne
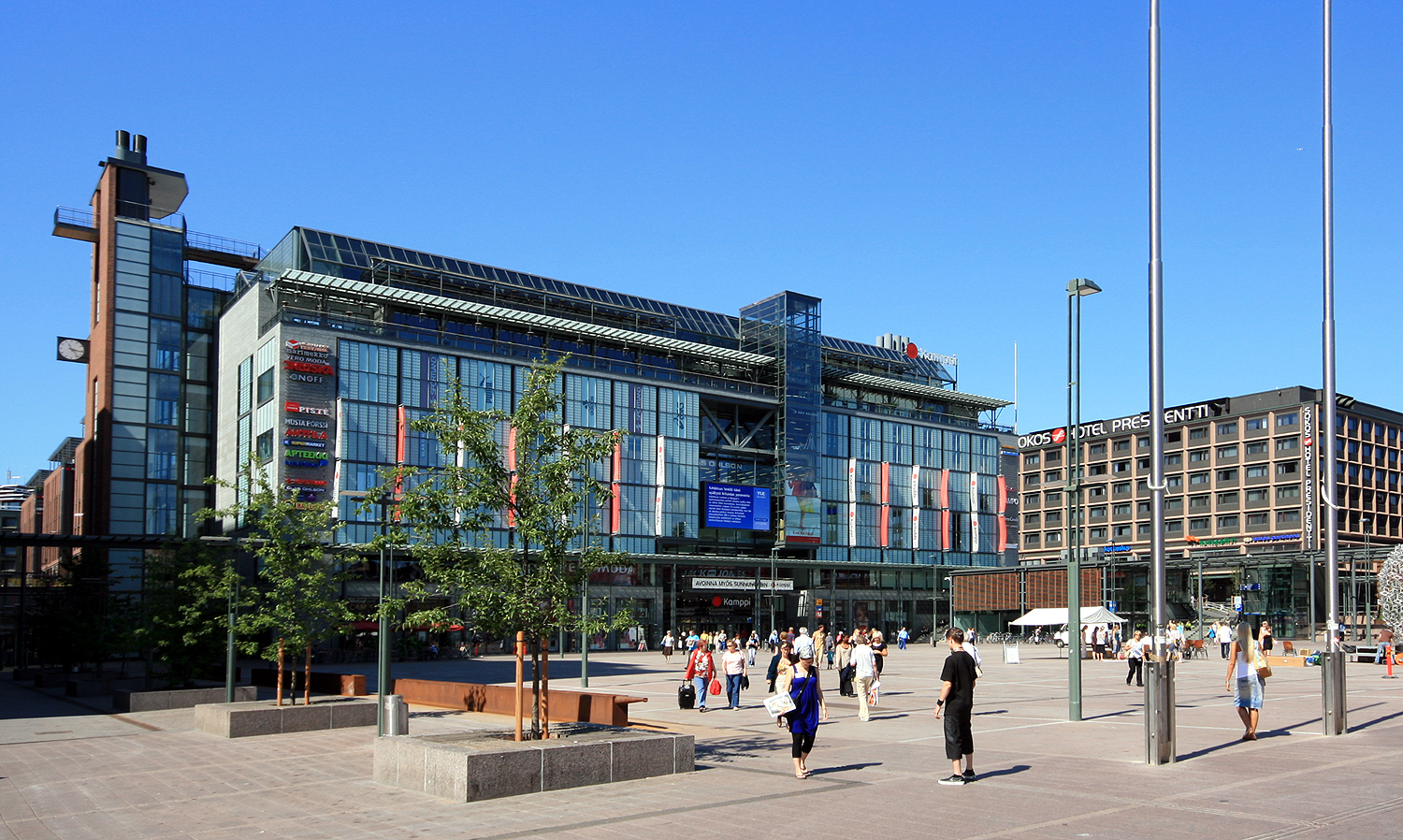
Le centre de Kamppi et la place Narinkka
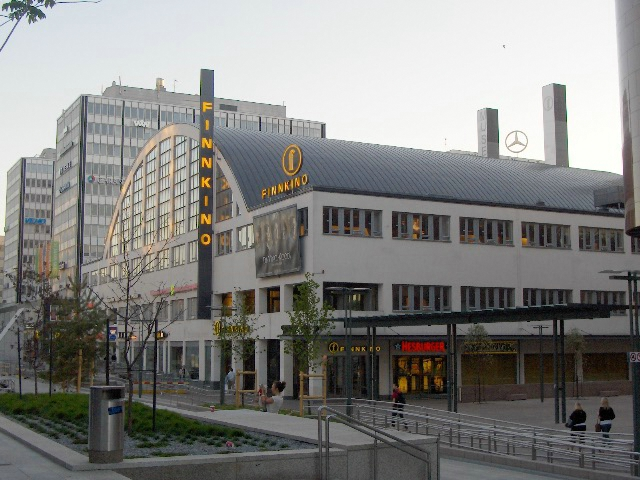
Le Palais du tennis et l'Autotalo
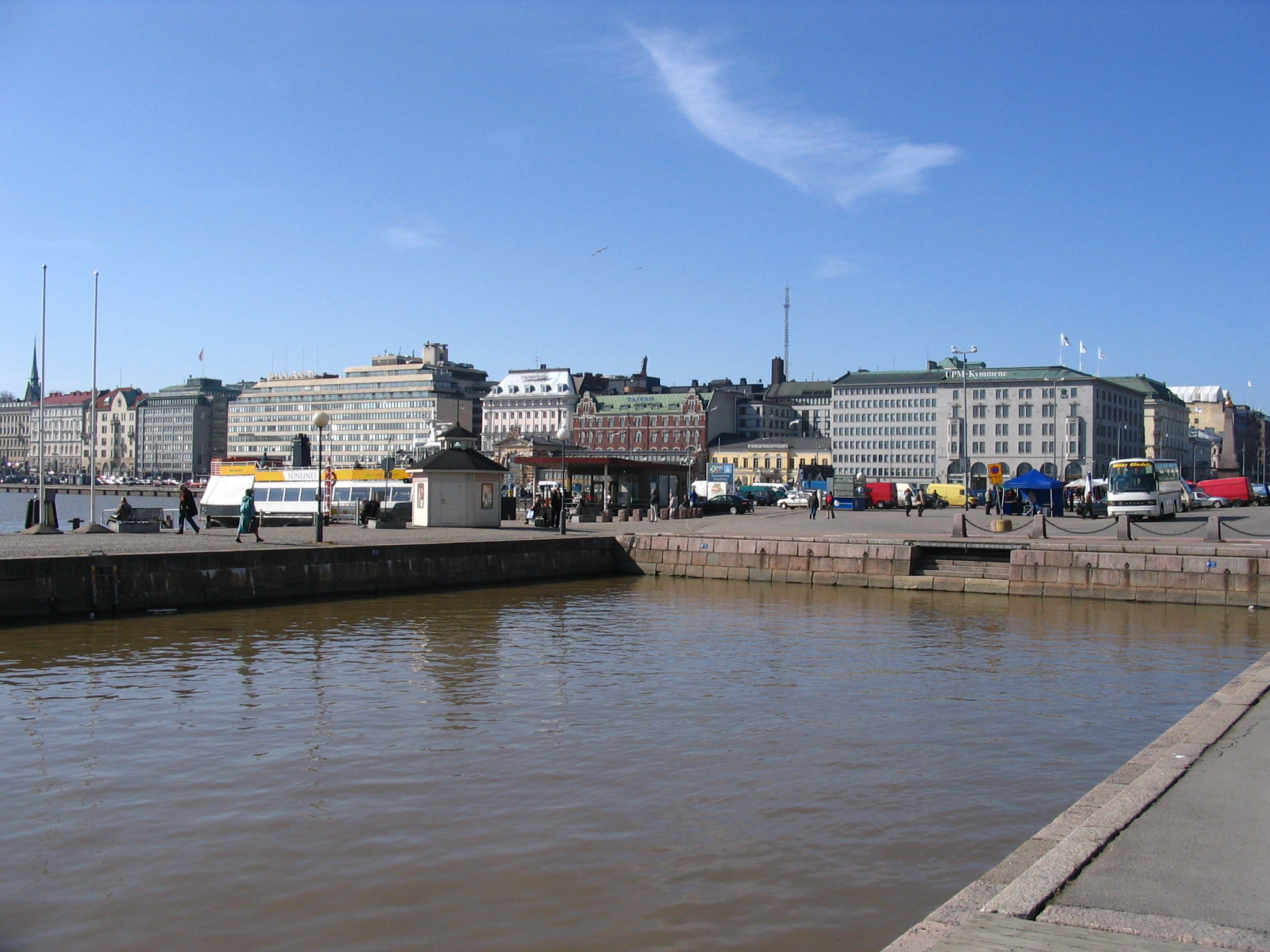
Le bassin du choléra et la place du Marché
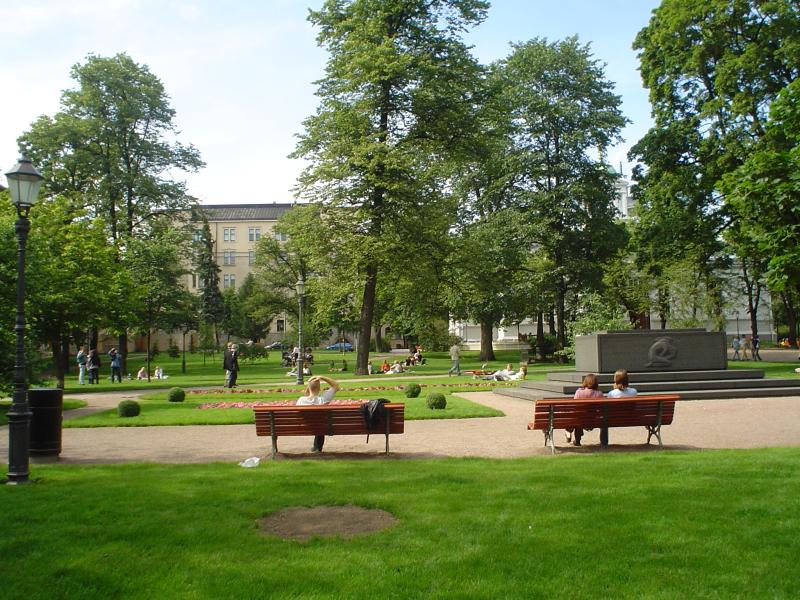
Le parc de la Vieille église
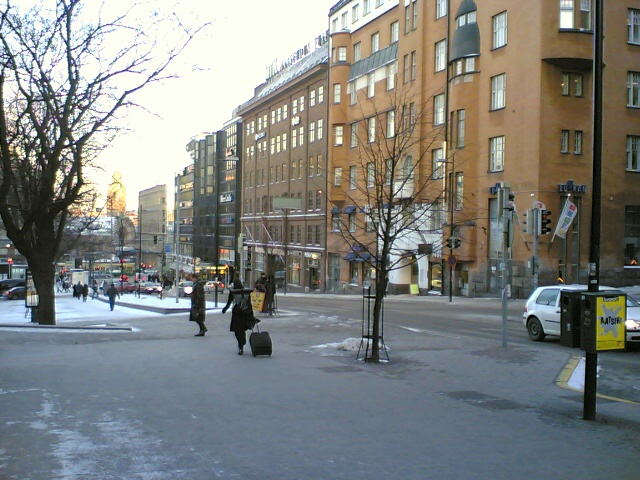
Simonkatu
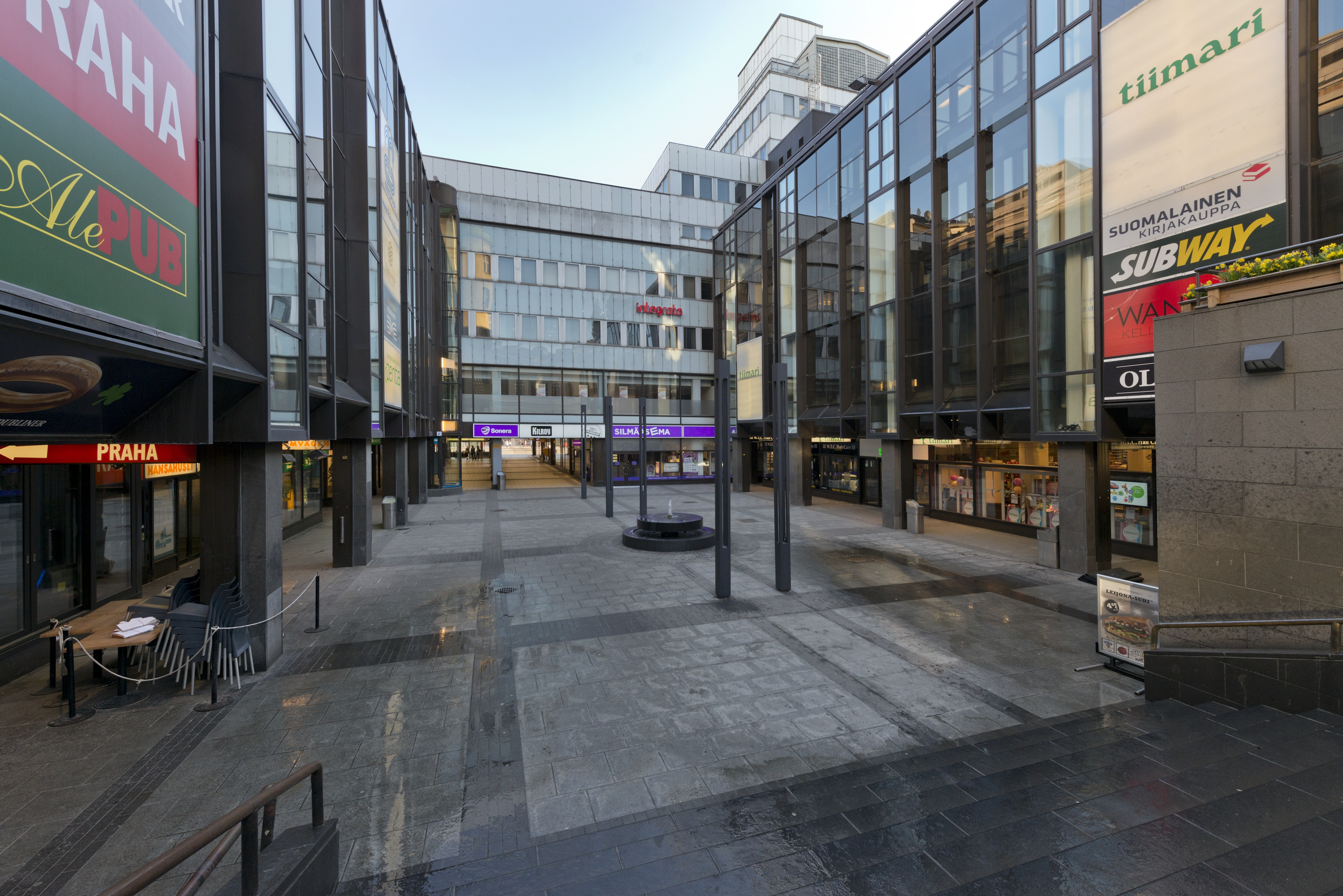
La Kaivopiha.